# ザーシバーディン
ザーシバーディン（扎西巴丁、ラテン文字転写:Zhaxibading、1999年10月29日 - ）は、中国の男性総合格闘家。青海省玉樹チベット族自治州出身。拳風破浪総合格闘技所属。

## 来歴
中国・青海省チベット族自治州出身。平凡な人生を変えたいという想いから故郷を離れ、コナー・マクレガーの成功に影響を受けてMMAを志す。17歳からキックボクシングと柔術を始め、柔術では複数大会で優勝、キックでは武林風で無敗。アマMMAで5勝2敗の実績を積み、2024年10月にCMSLでプロデビュー。判定勝ちで初戦を飾った。

### RIZIN
2025年6月14日、RIZIN初参戦となる、RIZIN LANDMARK 11で、遠藤来生と対戦予定。

## 戦績

### プロ総合格闘技
| 総合格闘技 戦績 | 総合格闘技 戦績 | 総合格闘技 戦績 | 総合格闘技 戦績 | 総合格闘技 戦績 | 総合格闘技 戦績 | 総合格闘技 戦績 |
| --------------- | --------------- | --------------- | --------------- | --------------- | --------------- | --------------- |
| 2 試合          | (T)KO           | 一本            | 判定            | その他          | 引き分け        | 無効試合        |
| 1 勝            | 0               | 0               | 1               | 0               | 0               | 0               |
| 1 敗            | 0               | 0               | 1               | 0               | 0               | 0               |

| 勝敗 | 対戦相手       | 試合結果          | 大会名                   | 開催年月日     |
| ×    | 遠藤来生       | 5分3R終了 判定0-3 | RIZIN LANDMARK 11        | 2025年6月14日  |
| ○    | ジアホア・モー | 5分3R終了 判定3-0 | Chinese MMA Super League | 2024年10月19日 |